# Eustachy Józef Chrapowicki
Eustachy Józef Chrapowicki herbu Gozdawa (zm. 1791) – instygator litewski, poseł na sejmy, starosta starodubowski.

## Życiorys
Syn Dominika i Rozalii z Rypińskich.
Chorąży, następnie podstarości, na koniec starosta starodubowski. Deputat smoleński i pisarz kadencji ruskiej (1752–3 i 1762–3). Posłował z Połocczyzny na konwokację, a potem na sejm koronacyjny 1764 r. 
Instygator litewski za panowania Stanisława Augusta. Poseł połocki (1778). Kawaler orderu św. Stanisława i Orła Białego. Nie otrzymawszy w 1781 województwa brzeskiego, odstąpił w 1785 instygatorię synowi Józefowi.
Żonaty z Teresą Niemirowicz-Szczytt, córką kasztelana mścisławskiego Józefa Niemirowicza-Szczytta i Petronelli z Wołodkowiczów (później żony kasztelana Szymona Syrucia). Teresa wniosła mu w posagu dobra Datnów, Terespol. Jasnogórkę, a po śmierci swego brata Krzysztofa Niemirowicza-Szczytta przejęła Prozoroki. Poprzez małżeństwo z Niemirowicz-Szczyttówną Chrapowicki został szwagrem pamiętnikarza Marcina Matuszewicza, Józefa Prozora i Antoniego Zabiełło.
Z Teresą Niemirowicz-Szczytt miał dzieci:
- Józefa, instygatora litewskiego, marszałka guberni połockiej. 
- Annę, później żonę gen. Józefa Ciechanowieckiego.